# Phil Selway
Phil Selway (* 23. května 1967) je anglický bubeník a zpěvák. Od roku 1985 působí ve skupině Radiohead, se kterou do roku 2016 vydal devět studiových alb. V roce 2010 vydal své první sólové album nazvané Familial; o rok později vyšlo EP Running Blind. Server Gigwise jej v roce 2008 uvedl jako 26. nejlepšího bubeníka všech dob.